# 金秀路
金秀路（韓語：김수로，1970年5月7日—），本名為金上中，韓國男演員。
身材高大的金秀路最擅演不同類型角色，表現出原創性的喜劇天賦的他還被韓國觀眾們認可為自己國家的金凱瑞，作品有《加油站被襲事件》、《茅躉王》、《火山高校》、《S日記》、《膽大家族》、《我一生最美麗的一周》、《越獄二人組》、《我們學校的ET》等。特別值得一提的是第一次擔當主角的《吸血刑警羅道烈》是韓國歷史上第一部結合喜劇英雄形象結合動作的影片，金秀路以精彩的演技和高超的應變本領精彩回饋了這兩個「第一」，不但演技更加被認可，還成功晉身為票房明星。2008年擔任《家族誕生》的固定班底。

## 家庭
父母、妹妹（演員金成美），與演員李慶華愛情長跑13年終成正果。

## 經歷
1993年，開始金秀路自創的「頂點舞」（又稱蒂舞，原名為93舞），與大學同學韓在俊共同創作，在大學夏令營的時候展現。
2006年，世界盃期間金秀路曾自創出了一套「頂點舞」為韓國隊加油，卻掀起了一場頂點舞的熱風。一時間無數商家想請金秀路出演電視廣告，但都被他「我應該以演員的身份得到認同」的理由婉拒。的確，金秀路在看了《殘酷的上班》的劇本後認為覺得很棒，於是決定加盟到金泰允導演的這部處女作中來，並且聲稱「在我決定的時候是站在觀眾的立場上考慮這部片子的，我相信會受到好評」，也算是給眾人吃了一顆定心丸。
2008年，參與SBS綜藝節目《家族誕生》，以「金繼母」、「遊戲魔王」、「金小孩」的特定形象，與劉在錫、李孝利、金鐘國等共同錄製，並廣泛受到好評。
2010年1月，出道12年後，通過KBS2首度挑戰電視劇，出演有韓版《龍櫻》之稱的《學習之神》中的姜錫浩律師一角。開播收視站穩冠軍15.9％，刷新最高收視率26.8％的收視率冠軍完美结局落幕。
金秀路不使用本名（金上中）的原因理由：金秀路今年2015年5月12日參與演出《我去上學啦》，當時金秀路在自我介紹說明自己的本名是『金上中』並表示：因本名與相同的金相中前輩同音而對前輩的禮遇，以選擇使用藝名。※ 涵義：韓語 金上中 和 金相中 前輩 同音同字。

## 演出作品

### 電視劇
- 2007年：MBC《謝謝》（第15、16集客串）
- 2010年：KBS《學習之神》飾演 姜錫浩
- 2012年：SBS《紳士的品格》飾演 任泰山
- 2014年：SBS《來自星星的你》飾演 李馨郁（第5集客串）
- 2015年：tvN《請回答1988》客串
- 2016年：SBS《回來吧大叔》飾演 韓奇卓
- 2018年：KBS《我們遇見的奇蹟》飾 神父（特別演出）
- 2019年：tvN《請融化我吧》飾演 劉智敏（第6集客串）
- 2021年：JTBC《具景伊》飾演 庫覃
- 2022年：SBS《我們從今天開始》飾演 崔成一
- 2023年：MBC《犬系戀人》飾演 計程車司機（特別出演）
- 2025年：ENA《退貨兒童》飾演 東哲（特別出演）

### 電影
- 1999年《生死諜變》飾演 安賢哲
- 1999年《加油站被襲事件（朝鲜语：주유소 습격 사건）》飾演 炸醬麵餐館送餐員
- 2000年《犯規王（朝鲜语：반칙왕）》
- 2000年《飛天舞（朝鲜语：비천무）》
- 2000年《災情告急》飾演 消防員斧頭
- 2001年《最後的禮物（朝鲜语：선물 (영화)）》
- 2001年《大佬鬥和尚（朝鲜语：달마야 놀자）》
- 2001年《火山高校》飾演 張良
- 2002年《有趣的電影（朝鲜语：재밌는 영화）》
- 2003年《瑪德琳蛋糕（朝鲜语：마들렌 (영화)）》飾演 滿鎬
- 2004年《太極旗飄揚》
- 2004年《舞動真情（朝鲜语：바람의 전설 (2004년 영화)）》飾演 滿秀
- 2004年《S日記（朝鲜语：S 다이어리）》
- 2004年《野蠻師姐》客串 綁匪
- 2005年《無影劍（朝鲜语：무영검）》
- 2005年《大膽家族（朝鲜语：간 큰 가족）》飾演 金明圭
- 2005年《我生涯中最美的一周（朝鲜语：내 생애 가장 아름다운 일주일）》飾演 朴聖沅
- 2006年《吸血鬼警探（朝鲜语：흡혈형사 나도열）》飾演 那度烈
- 2006年《人生大赛（朝鲜语：공필두）》(又譯 孔必斗)
- 2007年《殘酷的工作（朝鲜语：잔혹한 출근）》飾演 吳東哲
- 2007年《越獄二人組（朝鲜语：쏜다）》飾演 陽哲坤
- 2008年《她真漂亮》採用繪畫式轉描繪技術 動畫片
- 2008年《我們學校有（朝鲜语：ET울학교 이티）》飾演 天聖根
- 2009年《國家代表》
- 2009年《五感圖》飾演 亨奉燦運導演
- 2009年《洪吉童的後裔홍（朝鲜语：길동의 후예）》飾演 李正旻
- 2010年《加油站被襲事件2（朝鲜语：주유소 습격 사건 2）》客串
- 2010年《猜謎王（朝鲜语：퀴즈왕）》
- 2010年《血之期中考2》飾演 車老師
- 2010年《浪漫天堂（朝鲜语：로맨틱 헤븐）》
- 2011年《Mr.Idol（朝鲜语：Mr. 아이돌）》
- 2012年《我是王》
- 2012年《占卜師們》
- 2013年《Top Star（朝鲜语：톱스타）》
- 2015年《愛上變身情人》飾演 金禹鎮
- 2017年《與神同行》客串 貓咪少女的父親

### 舞台劇
- 1994年：《백마강 달밤에》
- 1995年：《로미오와 줄리엣》
- 2009年：《밑바닥에서》
- 2015年：《Taxi Driver》
- 2016年 :  《Gone Tomorrow》

### MV
- M.C. the Max《不要幸福》
- 2010年：金範洙《보고싶다》（想你）
- 2013年：任昌丁《請開門》

## 綜藝節目
- 2008年：SBS《家族誕生》第一季固定成員（第1期—第85期）
- 2010年：SBS《Plus》和E!TV《2010! Rea Story挑戰英雄第4季—挑戰HERO金秀路的足球隊》MC
- 2010年：Mnet《金秀路的名門大學特別班》（第1期—第5期）
- 2012年：Story on《My Queen》(與《金旻鍾》共同主持)
- 2013年：MBC《真正的男人》第一季固定成員
- 2017年：MBC《異地的魔法師》固定成員
- 2015年：SBS《吃飯了嗎》（2015年9月1日接手主持至今）
- 2015年：TV朝鮮《簡便飯桌》（2015年9月10日至今）
- 2018年：MBC Every 1《海洋警察》（2018年8月13日至今）

## 獎項
- 2008年：SBS演藝大賞－導演心目中的最佳TV明星獎（家族誕生）
- 2010年：KBS演技大賞－迷你劇優秀男演員獎（學習之神）
- 2012年：SBS演技大賞－週末/連續劇部門 男子優秀演技賞（紳士的品格）
- 2013年：MBC演藝大賞－男子優秀獎《真正的男人》

## 外部連結
- 金秀路的X（前Twitter）
- 金秀路的Instagram帳戶